# قائمة اللغات حسب التصنيف القاري

## قارة أوروبا

### شمال أوروبا وإسكاندنيفيا
1. اللغة السويدية: (بالسويدية: svenska) هي إحدى اللغات الهندية الأوروبية، وهي تنتمي إلى فرع اللغات الجرمانية الشمالية ويتحدثها نحو أكثر من 9 ملايين نسمة.[1]
2. اللغة الدنماركية: (بالدنماركية: Dansk)‏ هي لغة الدنمارك الرسمية وإحدى اللغات الإسكندنافية، وهي لغة شمالية جرمانية يتحدثها ما يقارب 6 ملايين نسمة غالبيتهم في الدنمارك ويتحدثها حوالي 50,000 دنماركي في شلسفيغ هولشتاين في شمال ألمانيا حيث تحتفظ بمكانة رسمية يصفتها لغة أقلية، اللغة الدنماركية تعد كذلك إحدى اللغات الرسمية في الاتحاد الأوربي.[2][3][4]
3. اللغة النرويجية: النَرْوِيجية أو (بالنروجية: Norsk) هي لغة جرمانية شمالية، يبلغ عدد الناطقين بها حوالي 5 ملايين نسمة، وينتشرون في النرويج حيث يشكلون غالبية السكان هناك، كما أنَّها لغة رسمية هناك، كما ينتشر الناطقون بالنرويجية كأقليات تتوزع في الدنمارك والولايات المتحدة الأمريكية وكندا.[5][6][7]
4. اللغة الآيسلندية
5. اللغة الفنلندية
6. اللغة الغرينلاندية
7. اللغة الفاروية

### غرب ووسط أوروبا
1. اللغة الإنجليزية
2. اللغة الألمانية
3. اللغة الأيرلندية
4. اللغة الويلزية
5. اللغة الهولندية

### شرق أوروبا والبلقان
1. اللغة الروسية
2. اللغة المجرية
3. اللغة البولندية
4. اللغة التشيكية
5. اللغة الرومانية
6. اللغة الصربية
7. اللغة الكرواتية
8. اللغة البوسنية
9. اللغة الليتوانية
10. اللغة البلغارية
11. اللغة السلوفاكية
12. اللغة البيلاروسية
13. اللغة الأوكرانية
14. اللغة الإستونية
15. اللغة اللاتفية
16. اللغة الألبانية
17. اللغة المقدونية

### حوض المتوسط وجنوب أوروبا
1. اللغة الإيطالية
2. اللغة الفرنسية
3. اللغة الإسبانية
4. اللغة البرتغالية
5. اللغة اليونانية
6. اللغة التركية
7. اللغة الكتلانية
8. اللغة الكورسية

## قارة أسيا

### جنوب شرق أسيا
1. اللغة التايلندية
2. اللغة الفيتنامية
3. اللغة الماليزية
4. اللغة الخميرية
5. اللغة اللاوية
6. اللغة الفلبينية
7. اللغة الإندونيسية

### شرق أسيا
1. اللغة الصينية
2. اللغة اليابانية
3. اللغة المنغولية
4. اللغة الكورية
5. اللغة الروسية

### وسط أسيا
1. اللغة الكازاخية
2. اللغة القيرغيزية
3. اللغة الطاجيكية
4. اللغة التركمانية
5. اللغة الأوزبكية
6. اللغة البشتوية

### غرب أسيا
1. اللغة العربية
2. اللغة الفارسية
3. اللغة الكردية
4. اللغة الأرمنية
5. اللغة العبرية
6. اللغة الجورجية
7. اللغة الأذربيجانية
8. اللغة البوسنية
9. اللغة الشبكية

### جنوب أسيا
1. اللغة الهندية
2. اللغة التاميلية
3. اللغة الكجراتية
4. اللغة الماراثية
5. اللغة الأردية
6. اللغة النيبالية
7. اللغة السنهالية
8. اللغة البنغالية

## قارة إفريقيا

### شمال إفرقيا
1. اللغة العربية
2. اللغة الأمازيغية
3. اللغة النوبية

### غرب أفريقيا
1. اللغة الهاوسا
2. اللغة الفولانية

### شرق أفريقيا
1. اللغة السواحيلية

### أفريقيا الجنوبية
1. اللغة الأفريقانية